# 합창 환상곡
《피아노, 합창과 관현악을 위한 환상곡(독일어: Fantasie für Klavier, Chor und Orchester) 다단조, 작품 번호 80》 또는 《합창 환상곡(독일어: Chor Fantasie, 영어: Choral Fantasy)》은 피아노 환상곡, 피아노 협주곡 및 칸타타의 결합을 특징으로 하는 루트비히 판 베토벤의 환상곡으로, 환상곡(피아노 협주곡)으로는 최초로 성악을 가미시킨 작품이다. 칸타타는 성악 가수 여섯 명의 육중창으로 시작되며, 이후 합창이 가미된다.

## 성립 과정
베토벤은 1808년 가을에 이 작품을 작곡했다. 초연은 같은 해 12월 22일에 빈의  테아터 안 데어 빈 극장의 저녁 "아카데미"(독일어: Akademie, 당시에는 연주회를 아카데미라고 불렀다)에서 이루어졌다. 그의 지휘로 세계 음악 역사상 불후의 작품으로 일컬어지는 몇 가지 새로운 작품들을 이 무대에서 모두 선보인 베토벤은 이 합창 환상곡도 함께 선보였다. 음악 연주회 역사상으로도 손꼽을 유명한 이 "아카데미"는, 현대에는 상상할 수 없을 정도로 긴 기록적인 연주시간(네 시간 이상)을 잡아 먹었다:
1. 교향곡 6번 바장조 "전원" Op. 68
2. 아리아: 아, 못 믿을 이여, Op. 65
3. 미사곡 다장조, Op. 86 중 세 개의 악장
4. 피아노 협주곡 4번 사장조 Op. 58 (베토벤의 피아노 협주 및 지휘)
5. 휴식 (Intermission)
6. 교향곡 5번 다단조, Op 67
7. 독주의 피아노 즉흥곡 (베토벤이 직접 연주한다.)
8. 합창 환상곡 다단조, Op. 80 (베토벤의 피아노 협주 및 지휘)

베토벤은 이 "아카데미"의 마지막 레퍼토리를 장엄하고 화려하게 장식하고자 18-20분 짜리 합창 환상곡을 작곡하기로 마음 먹었지만, 작곡에 많은 시일을 할애하지 못했기 때문에 작품의 도입부(약 4분에 걸치는 피아노 독주 부분)는 미처 악보에 옮겨 놓지 못한 채 연주회를 맞았다. 그래서 그는 부득이하게 초연의 날인 1808년 12월 22일에 이 도입부 만큼은 즉흥 환상곡의 형태로 연주해야 했다. 이 도입부에는 1794-5년에 쓴  미공개 작품 《두 개의 노래, WoO 118》의 두 번째 노래 "사랑은 응답했다"의 변주곡이 포함되어 있는데, 이것의 멜로디는 또한 《교향곡 9번》의 피날레의 기초가 된 것이기도 하다. 그는 종이에 전주를 완성하지 않고 공연 중에 즉흥적으로 만들었다. 짧은 시간 동안에 합창 환상곡은 충분히 리허설 되지 않았고, 베토벤은 공연 중에 오케스트라를 중단하고 다시 시작했다.
1810년에 무치오 클레멘티 사는 영국에서 합창 환상곡을 작품 번호 65로 출판했다. 라이프치히의 브라이코프 운트 헤르텔 사는 1811년 7월에 이것을 작품 번호 80으로 출판했으며, 베토벤의 동의를 구하지 않고 바이에른 왕국의 선제후 겸 초대 국왕인 막시밀리안 1세 요제프에게 헌정했다.

## 곡의 구성
작품은 두 개의 악장으로 구성되어 있다.
- 아다지오 (다단조)

- 피날레. 알레그로 – 메노 알레그로 (알레그레토) – 알레그로 몰토 – 아다지오 마 논 트로포 – 마르치아, 아사이 비바체 – 알레그로 – 알레그레토 마 논 트로포 콰시 안단테 콘 모토 "우리들 생의 조화로운 선율은" – 프레스토 (다장조)

## 악기 편성
- 독주 피아노
- 혼성 합창단
- 독창: 소프라노 2명, 알토, 테너 2명, 베이스
- 관현악: 플루트 2개, 오보에 2개, 클라리넷 2개, 바순 2개, 호른 2개, 트럼펫 2개, 팀파니, 현악기

## 가사
베토벤의 제자 카를 체르니의 후기 성명에 따르면 이 텍스트는 시인 크리스토프 쿠프너가 썼다. 이것은 오스트리아 제국의 문학과 예술 연대기 (1809년 2호)에 기록되어 있는 초연에 관한 최근(2003년) 발견된 보고서에 의해 확인되었다. 전체 가사는 다음과 같다:
| (독일어 가사) Schmeichelnd hold und lieblich klingen unsere Lebens Harmonien, und dem Schönheitssinn entschwingen Blumen sich, die ewig blühn. Fried' und Freude gleiten freundlich wie der Wellen Wechselspiel; was sich drängte rauh und feindlich, ordnet sich zu Hochgefühl. Wenn der Töne Zauber walten, und des Wortes Weihe spricht, muß sich Herrliches gestalten, Nacht und Stürme werden Licht. Äuß're Ruhe inn're Wonne herrschen für den Glücklichen. Doch der Künste Frühlingssonne läßt aus beiden Licht enstehn. Großes, das ins Herz gedrungen, blüht dann neu und Schönempor, Hat ein Geist sich aufgeschwungen, hallt ihm stets ein Geisterchor. Nehmt denn hin, ihr schönen Seelen, froh die Gaben, schöner Kunst. Wenn sich Lieb' und Kraft vermählen, lohnt dem Menschen Götter-Gunst. | (한국어 번역) 우리들 생의 조화로운 선율은 다정하게, 사랑스럽게, 속삭이듯 울리고, 영원히 피어나는 봄꽃은 미감(美感)으로부터 싹튼다. 평화와 기쁨은 굽이치는 물결처럼 유쾌하게 흐르고, 거칠고 적의에 찬 위세는 영웅적 기개로 바뀌었다. 신비스러운 소리가 세상을 지배하고 예술적인 영감이 고취될 때 영광스러움은 반드시 도래하여 어둠과 혼돈은 빛으로 변한다. 행복한 사람을 다스리는 것은 외부의 고요와 내부의 기쁨이다. 그러나 봄날 태양과도 같은 예술은 고요와 기쁨이 발하는 빛으로 더욱 찬란하다. 마음에 채워진 위대함이 새롭고 사랑스럽게 꽃핀다. 영혼이 저 높이 웅지의 나래를 필 때 영혼의 합창은 더 멀리 울려 펴지리라. 자, 아름다운 영혼이여 아름다운 예술의 선율을 기쁘게 받으라. 사랑과 힘이 하나가 될 때, 인류는 신의 은총을 입으리라. |